# Јелса
Јелса је насељено место и седиште општине у Сплитско-далматинској жупанији, на острву Хвару, Република Хрватска.

## Историја
До територијалне реорганизације у Хрватској налазила се у саставу старе општине Хвар.

## Становништво
На попису становништва 2011. године, општина Јелса је имала 3.582 становника, од чега у самој Јелси 1.801.

### Општина Јелса
| Број становника по пописима | Број становника по пописима | Број становника по пописима | Број становника по пописима | Број становника по пописима | Број становника по пописима | Број становника по пописима | Број становника по пописима | Број становника по пописима | Број становника по пописима | Број становника по пописима | Број становника по пописима | Број становника по пописима | Број становника по пописима | Број становника по пописима | Број становника по пописима |
| --------------------------- | --------------------------- | --------------------------- | --------------------------- | --------------------------- | --------------------------- | --------------------------- | --------------------------- | --------------------------- | --------------------------- | --------------------------- | --------------------------- | --------------------------- | --------------------------- | --------------------------- | --------------------------- |
| 1857                        | 1869                        | 1880                        | 1890                        | 1900                        | 1910                        | 1921                        | 1931                        | 1948                        | 1953                        | 1961                        | 1971                        | 1981                        | 1991                        | 2001                        | 2011                        |
| 3.672                       | 4.626                       | 5.034                       | 5.897                       | 6.570                       | 6.450                       | 6.443                       | 5.659                       | 5.226                       | 5.140                       | 4.865                       | 4.294                       | 3.938                       | 3.861                       | 3.656                       | 3.582                       |

Напомена: Настала из старе општине Хвар. У 1869. садржи део података за град Хвар.

### Јелса (насељено место)
| Број становника по пописима | Број становника по пописима | Број становника по пописима | Број становника по пописима | Број становника по пописима | Број становника по пописима | Број становника по пописима | Број становника по пописима | Број становника по пописима | Број становника по пописима | Број становника по пописима | Број становника по пописима | Број становника по пописима | Број становника по пописима | Број становника по пописима | Број становника по пописима |
| --------------------------- | --------------------------- | --------------------------- | --------------------------- | --------------------------- | --------------------------- | --------------------------- | --------------------------- | --------------------------- | --------------------------- | --------------------------- | --------------------------- | --------------------------- | --------------------------- | --------------------------- | --------------------------- |
| 1857                        | 1869                        | 1880                        | 1890                        | 1900                        | 1910                        | 1921                        | 1931                        | 1948                        | 1953                        | 1961                        | 1971                        | 1981                        | 1991                        | 2001                        | 2011                        |
| 808                         | 1.104                       | 1.238                       | 1.504                       | 1.557                       | 1.549                       | 1.616                       | 1.513                       | 1.480                       | 1.263                       | 1.382                       | 1.433                       | 1.637                       | 1.792                       | 1.798                       | 1.801                       |

Напомена: У 1991. смањено издвајањем дела насеља у самостално насеље Громин Долац. Од 1869. до 1910. исказивано под именом Јелша. У 1869, 1921. и 1931. садржи податке за насеље Громин Долац.

### Попис1991.
На попису становништва 1991. године, насељено место Јелса је имало 1.792 становника, следећег националног састава:
| Попис 1991.‍   | Попис 1991.‍  | Попис 1991.‍ | Попис 1991.‍ | Попис 1991.‍ |
| ------------- | ------------ | ----------- | ----------- | ----------- |
|               |              |             |             |             |
| Хрвати        | Хрвати       |             | 1.668       | 93,08%      |
| Срби          | Срби         |             | 25          | 1,39%       |
| Југословени   | Југословени  |             | 16          | 0,89%       |
| Албанци       | Албанци      |             | 13          | 0,72%       |
| Муслимани     | Муслимани    |             | 10          | 0,55%       |
| Немци         | Немци        |             | 5           | 0,27%       |
| Чеси          | Чеси         |             | 5           | 0,27%       |
| Словенци      | Словенци     |             | 4           | 0,22%       |
| Бугари        | Бугари       |             | 3           | 0,16%       |
| Мађари        | Мађари       |             | 3           | 0,16%       |
| Македонци     | Македонци    |             | 1           | 0,05%       |
| Словаци       | Словаци      |             | 1           | 0,05%       |
| Црногорци     | Црногорци    |             | 1           | 0,05%       |
| остали        | остали       |             | 2           | 0,11%       |
| неопредељени  | неопредељени |             | 22          | 1,22%       |
| регион. опр.  | регион. опр. |             | 4           | 0,22%       |
| непознато     | непознато    |             | 9           | 0,50%       |
| укупно: 1.792 |              |             |             |             |